# Sophie Heathcote
 (février 2025).
Sophie Heathcote (25 décembre 1972 à Melbourne - 4 janvier 2006 dans le Connecticut) est une actrice australienne.

## Filmographie
- 1981 : À cœur ouvert ("A Country Practice") (série TV) : Stephanie 'Steve' Brennan (1990-1991)
- 1993 : Reckless Kelly : Kathy
- 1995 : Bordertown (série TV) (feuilleton TV) : Peggy
- 1996 : Sun on the Stubble (feuilleton TV) : Lottie Gunther
- 1996 : Brigade des mers ("Water Rats") (série TV) : Constable Fiona Cassidy (1996-1997)
- 1997 : Raw FM (en) (série TV) : Sam Kezerko
- 1998 : Three Chords and a Wardrobe : Rachel
- 1999 : Pig's Breakfast (en) (série TV)
- 2000 : Grass Roots (série TV) : Biddy Marchant (2000)
- 2001 : Abschied in den Tod (TV) : Sandy O'Brian